# Scymnus flavescens
Scymnus flavescens är en skalbaggsart som beskrevs av Thomas Casey 1899. Scymnus flavescens ingår i släktet Scymnus och familjen nyckelpigor. Inga underarter finns listade i Catalogue of Life.